# Stranger (canção)
Stranger (em coreano: "낯선자") é uma canção escrita por Kenzie e interpretada pela boy band sul-coreana Shinee. A versão japonesa da canção foi lançada como faixa bônus da edição regular do primeiro álbum japonês do grupo, The First, que foi lançado em 7 de dezembro de 2011 no Japão sob o selo da EMI Music Japan. A letra foi escrita por Natsumi Kobayashi. "Stranger" é também o tema principal da série dramática Strangers 6 da Fuji TV.
A versão coreana foi lançada como uma faixa e um single promocional do quarto EP coreano do Shinee, Sherlock, , que foi lançado em 21 de março de 2011, na Coreia do Sul sob o rótulo da SM Entertainment. A letra foi escrita por Kim Jungbae e o membro do Shinee Choi Minho. A canção foi lançada como single promocional juntamente com "Sherlock", foi apresentada em vários programas, incluindo Music Bank, Inkigayo, M! Countdown e Show Champion.

## Desempenho nas paradas
| Gráfico                        | Melhores posições |
| ------------------------------ | ----------------- |
| Gaon Weekly singles            | 27                |
| Gaon Streaming Singles chart   | 96                |
| Gaon Download Singles chart    | 31                |
| K-Pop Billboard Weekly singles | 63                |